# ウィリアム・ヘインズ
ウィリアム・ヘインズ（William Haines, 1900年1月2日 - 1973年12月26日）は、アメリカ合衆国の俳優、インテリア・デザイナーである。ウィリアム(William)の愛称であるビリー(Billy)を使用して、ビリー・ヘインズ(Billy Haines)と表記される場合がある。また、後にパートナーとなるジェームズ・シールズ(James Shields)も、同じ理由で、ジミー・シールズ(Jimmie Shields)と表記される場合がある。
1922年に、ヘインズはタレント・スカウトに見出されて、後に統合されてMGMとなるゴールドウィン・ピクチャーズと契約を結んだ。そしてコロンビア ピクチャーズに貸し出され、そこで出演した1924年の『深夜の特急』で評判になった。しかし、 "wisecracking"(当意即妙で気の利いた言葉を使う)のイメージを、スクリーンに定着させたのは、MGMに戻って出演した1926年『大学のブラウン』で、トム・ブラウンの役を演じてからであった。
1920年代のヘインズは、出演した映画が成功した俳優として、興行収入の上位リストに顔を出していた。
同性愛者であることを否定するように、という指示を拒否して、1935年に俳優としてのキャリアを終えた。その後、ハリウッドの友人たちの支援と、パートナーであるジミー・シールズの協力を得て、インテリア・デザインのビジネスを成功させた。
ヘインズは、1973年12月に73歳で、肺ガンで亡くなった。

## 経歴

### 初期の経歴
ヘインズは1900年1月2日にヴァージニア州のストーントンで、葉巻製造業のジョージ・アダム・ヘインズとローラ・ヴァージニア夫妻の、3番目の子供として出生した(ヘインズは後日、誕生日は1月1日だとクレームを入れている)。上には夭折した2人の子供達がいて、下には、1902年生まれのリリアン、1907年生まれのアン、1908年生まれのジョージJr.と1917年生まれのヘンリーがいる。
ヘインズは8歳で、聖歌隊員として歌ったことのある、ストーントンのトリニティ聖公会教会で洗礼を受けた。幼い頃からステージや映画に魅了され、地元のシアターで、初期のサイレント映画を見ている少年であった。
14歳のときに、当時のボーイ・フレンドと共に家出をして、リッチモンドに到着したが、そこを経由して、道徳的に評判のよくなかったホープウェルに移り住んだ。2人は週給50ドルで、デュポンの工場でニトロセルロースを製造する仕事をしていた。そして、収入を補うために、売春の斡旋としての役割もあったダンス・ホールをオープンした。
両親はヘインズの失踪に狂ったようになって、警察の協力を得て、ホープウェルまで追って来たものの、ヘインズは彼らと一緒に帰ろうとはせず、ホープウェルに残って、最終的に実家のための金銭の援助をするようになった。ヘインズは1915年の大火災で街のほとんどが焼失するまで、ホープウェルに留まっていたが、その後はニュー・ヨークに引っ越していった。当時のボーイ・フレンドと一緒だったかは、不明である。
葉巻製造業が経営破綻して、父が精神的に追い詰められていたため、父と一家は1916年にリッチモンドに引っ越した。ヘインズは1917年に、ニュー・ヨークからリッチモンドに戻って、父に代わって一家を経済的に支えた。
父の健康が回復して、定職につく目処がついたため、ヘインズは1919年に再びニュー・ヨークに出て、当時勢いのあったグリニッジ・ヴィレッジのゲイ・コミュニティーに自分の居場所を見出した。ヴァラエティーに富んだ仕事をこなして、モデルをする前には、一時的に老婦人の経済援助を受ける暮らしをしていたこともあった。
ゴールドウィン・ピクチャーズのタレント・スカウトをしていたビジュー・フェルナンデスは、『New Faces of 1922』のコンテストでヘインズを見出して、ヘインズとゴールドウィン・ピクチャーズのスタジオは週給40ドルで専属契約を交わした。1922年3月に、コンテストの優勝者エレノア・ボードマンと共に、ヘインズはハリウッドに到着した。

### 俳優としてのキャリア
キャリアはごくひっそりと始まって、最初の大きな役は1923年の『Three Wise Fools』のゴードン役であった。評判がよかったのでゴールドウィン・ピクチャーズは、新しいスターとして扱い始めたが、ヘインズは小さな、それほど重要ではない役での出演を続けた。1923年に『悍馬宙を飛ぶ』でフォックス・フィルムに貸し出された後は、今度はコロンビア映画に貸し出されて、5本の映画に出演した。その内の1本、『深夜の特急』に出演したジャック役が絶賛されたため、コロンビア映画はヘインズの移籍を申し出たものの、1924年に3社の統合によりMGMとなったスタジオは、これを拒否したので、ヘインズはその後もMGM作品への出演を続けた。
ヘインズは1926年に、ジャック・ピックフォードとメアリー・ブライアンと共に出演した『大学のブラウン』で、最初の大きな成功を収めた。このブラウンの役で、最後は謙虚になったものの、それまでは尊大な振る舞いをする若者を演じて、ヘインズのスクリーンイメージを固定化させることとなった。 そしてそのイメージは、その後数年間にわたって繰り返される、ヘインズ特有のレパートリーとなった。
1926年に、ニュー・ヨークに立ち寄った際に、ヘインズは路上で当時21歳だったジェームズ・シールズと出会い、声をかけて2人はカップルになった。ヘインズは、自分が余分に働くことで、今後の2人の生活を保障して、シールズがL.A.に引っ越すことを納得させた。 2人は一緒に暮らし始めて、周りからはパートナー同士と見なされた。
1925年のメアリー・ピックフォードと競演した『アンニー可愛や』や、 1928年のマリオン・デイヴィスと共演した『活動役者』で興行的に成功した。ヘインズは1928年から1932年にかけてボックス・オフィスのトップ5に入っていた人気スターで、1928年の、一部トーキーである『侠盗ヴァレンタイン』での、音声への対応にも成功した。ヘインズの声は、強く太くて、変なアクセントもなかったので、トーキーへの移行にうってつけの俳優とみなされていた。ヘインズの、最初の全編トーキーへの出演となった、『エロチック艦隊』は翌1929年に公開され、その後も、1930年の映画『世界の与太者』を始めとして、トーキーへの出演が続いた。
1930年の"The Quigley Poll"は、ヘインズを国の興行収入のトップ俳優として位置づけた。
1933年ヘインズは、L.A.のパーシング・スクエアで誘った船員と、YMCA内で逮捕された。ヘインズの全盛期であった5年間は、MGMのようなスタジオに、タブロイド誌のヘインズの記事が運ばれても、誰も何も気にしなかったが、MGMの首脳ルイ・B・メイヤーはヘインズに最終提案をして、偽装結婚("lavender marriage"としても知られている)をするか、シールズとのパートナー関係を選ぶかを選択をさせた。ヘインズはシールズとのパートナー関係の方を選び、最終的に2人は、ほぼ50年間一緒に暮らすこととなった。 メイヤーはその後ヘインズを解雇し、契約を終了した。
ヘインズは"Poverty Row"スタジオで、いくつかのマイナー映画に出演した後、俳優業から引退した。最後の映画出演は、1934年の"Mascit Picttures"での、『Young and Beautiful』と『The Marines Are Coming』であった。
俳優業に戻ったことはなかったが、映画にかかわる仕事は、引き続き受けていた。1950年のサンセット大通りで、ヘインズは俳優としてカメオ出演のシーンを撮影したが、後日出演を辞退した。 後に「映画から離れているので、映画の一部分になるのはとても楽しい気分にさせてくれます。なぜなら、友人達がいて、スタジオの醜い面を見ずに、友人達の素晴らしい面を見ることが出来るからです」と語っている。

### インテリア・デザイナーとしてのキャリア
ヘインズとシールズは、インテリア・デザイナーやアンティーク・ディーラーとしての別のキャリアも成功させた。最初の顧客は友人達で、ジョーン・クロフォード、グロリア・スワンソン、キャロル・ロンバード 、マリオン・デイヴィス、ジョージ・キューカーなどの人々に囲まれていた。
ヘインズとシールズに対して、隣人の子供に対する虐待での告発は、根拠がなく証拠が欠如していたために、その告発は却下された。そして、1936年6月、白人至上主義の約100人の人々が 当時、マンハッタンビーチのエル・ポルトに暮らしていた、ヘインズとシールズの2人を引きずり出だして、襲撃したため、2人は人生にかなりのダメージを受けた。この事件は当時広く報道されていたが、マンハッタン・ビーチの警察は、2人に対する襲撃者達の告訴を決して行わなかった。
2人は最終的にブレントウッドのハリウッド・コミュニティに定住し、ヘインズが、第二次世界大戦でアメリカ軍に仕えた短時間の中断を除いては、1970年代初めに引退するまで、事業は順調だった。 ロナルド・レーガンがカリフォルニア州知事就任時には、顧客にロナルド・レーガンとナンシー夫妻、そしてベッツィ・ブルーミングデールが含まれていた。また、カリフォルニア州パームスプリングスの住宅の改装を行い、ヘインズと仕事上のパートナーのテッド・グラバーは、近くのランチョ・ミラージュのサニーランズにある、アルターとレオノーレのアネンバーグ不動産の住宅のインテリアをデザインした。

### 晩年の生活
ヘインズとシールズは、ヘインズが亡くなるまで一緒に暮らしていた。ジョーン・クロフォードは、2人を、「ハリウッドで最も幸せなカップル」と表現した。
ヘインズは、1973年12月に73歳で、カリフォルニア州サンタ・モニカで、肺ガンで亡くなった。その数ヵ月後にシールズは睡眠薬のオーヴァードーズを行ってヘインズの後を追った。遺書には「1926年から一緒にいた、ウィリアム・ヘインズを失った自分を、慰めようと努力してくれた皆さんに『さようなら』を言います。この後、1人では何をするのも不可能です。自分はとても寂しいです」と書かれていた。2人はサンタ・モニカのウッドローン墓地に並んで埋葬されている。

## 業績
映画産業への貢献に対して、ハリウッド・ブルヴァードのハリウッド・ウォーク・オブ・フェーム7012にウィリアム・ヘインズの名前が残されている。
ウィリアム・ヘインズ・デザインはウェスト・ハリウッドに本社があり、ニュー・ヨーク、デンヴァーそしてダラスにショールームがある。

## 映画での出演作品
| 公開年 | 題名 原題                                                   | 役名 原表記                                                         | 備考                                                                           |
| ------ | ----------------------------------------------------------- | ------------------------------------------------------------------- | ------------------------------------------------------------------------------ |
| 1922   | Brothers Under the Skin                                     | Bit part                                                            | Uncredited Goldwyn Pictures Corporation                                        |
| 1923   | Lost and Found on a South Sea Island                        | Extra                                                               | Goldwyn Pictures Corporation                                                   |
| 1923   | Souls for Sale                                              | Pinkey                                                              | Goldwyn Pictures Corporation                                                   |
| 1923   | Three Wise Fools                                            | Gordon                                                              | Goldwyn Pictures Corporation                                                   |
| 1924   | Three Weeks                                                 | Curate                                                              | Goldwyn Pictures Corporation                                                   |
| 1924   | True As Steel                                               | Gilbert Morse                                                       | Goldwyn Pictures Corporation                                                   |
| 1924   | 深夜の特急 The Midnight Express                             | ジャック・オークス Jack Oakes                                       | Columbia Pictures Corporation                                                  |
| 1924   | ゲイティーの踊子 The Gaiety Girl                            | オーウェン・チューダー Owen Tudor St. John                          | Universal Pictures                                                             |
| 1924   | 青春の美酒 Wine of Youth                                    | ハル・マーティン Hal Martin                                         | Metro-Goldwyn-Mayer Studios                                                    |
| 1924   | 歓楽の唇 Circe the Enchantress                              | ウィリアム・クレイグ William Craig                                  | Lost film Tiffany Productions                                                  |
| 1924   | So This Is Marriage?                                        | -                                                                   | Metro-Goldwyn-Mayer Studios                                                    |
| 1924   | 半獣半人の妻 The Wife of the Centaur                        | エドワード・コンヴァース Edward Converse                            | Lost film Metro-Goldwyn-Mayer Studios                                          |
| 1924   | 悍馬宙を飛ぶ The Desert Outlaw                              | トム・ハロウェイ Tom Halloway                                       | Fox Film Corporation                                                           |
| 1925   | MGM Studio Tour                                             | Himself                                                             | Short subject made by Metro-Goldwyn-Mayer Studios                              |
| 1925   | A Fool and His Money                                        | John Smart                                                          | Columbia Pictures Corporation                                                  |
| 1925   | Who Cares                                                   | Martin                                                              | 現存:米国議会図書館 (Extant;Library of Congress) Columbia Pictures Corporation |
| 1925   | 結婚破綻 The Denial                                         | 過去の恋人 Lover in flashback                                       | 一部紛失(Partially lost film) Metro-Goldwyn-Mayer Studios                      |
| 1925   | モダン結婚 A Slave of Fashion                               | ディック・ウェイン Dick Wayne                                       | Lost film Metro-Goldwyn-Mayer Studios                                          |
| 1925   | Fighting the Flames                                         | Horatio Manly, Jr.                                                  | Lost film Columbia Pictures Corporation                                        |
| 1925   | 故郷の土 The Tower of Lies                                  | オーガスト August                                                   | Lost film Metro-Goldwyn-Mayer Studios                                          |
| 1925   | アンニー可愛や Little Annie Rooney                          | ジョー・ケリー Joe Kelley                                           | Mary Pickford Company                                                          |
| 1925   | 三人の踊子 Sally, Irene and Mary                            | ジミー・ダンガン Jimmy Dungan                                       | Metro-Goldwyn-Mayer Studios                                                    |
| 1926   | マイク Mike                                                 | ハーラン Harlan                                                     | Metro-Goldwyn-Mayer Studios                                                    |
| 1926   | The Thrill Hunter                                           | Peter J. Smith                                                      | Waldorf Pictures Corporation                                                   |
| 1926   | 囁きの小径 Memory Lane                                      | ジョー・フィールド Joe Field                                        | Louis B. Mayer Productions                                                     |
| 1926   | 大学のブラウン Brown of Harvard                             | トム・ブラウン Tom Brown                                            | Metro-Goldwyn-Mayer Studios                                                    |
| 1926   | Lovey Mary                                                  | Billy Wiggs                                                         | Lost film Metro-Goldwyn-Mayer Studios                                          |
| 1926   | 英雄時代 Tell It to the Marines                             | バーンズ Private "Skeet" Burns                                      | Metro-Goldwyn-Mayer Studios                                                    |
| 1927   | A Little Journey                                            | George Manning                                                      | Lost film Metro-Goldwyn-Mayer Studios                                          |
| 1927   | 滑れケリー Slide, Kelly, Slide                              | ジム・ケリー Jim Kelly (fictionalized version of Mike "King" Kelly) | Metro-Goldwyn-Mayer Studios                                                    |
| 1927   | Spring Fever                                                | Jack Kelly                                                          | Metro-Goldwyn-Mayer Studios                                                    |
| 1928   | West Point                                                  | Brice Wayne                                                         | Metro-Goldwyn-Mayer Studios                                                    |
| 1928   | The Smart Set                                               | Tommy                                                               | Metro-Goldwyn-Mayer Studios                                                    |
| 1928   | 世界に告ぐ Telling the World                                | ドン・デイヴィス Don Davis                                          | Metro-Goldwyn-Mayer Studios                                                    |
| 1928   | 好いて好かれて Excess Baggage                               | エディ・ケーン Eddie Kane                                           | Lost film Metro-Goldwyn-Mayer Studios                                          |
| 1928   | 活動役者 Show People                                        | ビリー・ブーン Billy Boone                                          | Metro-Goldwyn-Mayer Studios                                                    |
| 1928   | 侠盗ヴァレンタイン Alias Jimmy Valentine                    | ジミー・ヴァレンタイン Jimmy Valentine                              | Metro-Goldwyn-Mayer Studios                                                    |
| 1929   | 若殿頑張る The Duke Steps Out                               | デューク Duke                                                       | Metro-Goldwyn-Mayer Studios                                                    |
| 1929   | A Man's Man                                                 | Mel                                                                 | Metro-Goldwyn-Mayer Studios                                                    |
| 1929   | ハリウッド・レヴィユー The Hollywood Revue of 1929          | Himself                                                             | Metro-Goldwyn-Mayer Studios                                                    |
| 1929   | スピードウェイ Speedway                                     | ビル・ウィップル Bill Whipple                                       | Metro-Goldwyn-Mayer Studios                                                    |
| 1929   | エロチック艦隊 Navy Blues                                   | ケリー Kelly                                                        | Metro-Goldwyn-Mayer Studios                                                    |
| 1930   | 盗んだ結婚 The Girl Said No                                 | トム・ウォード Tom Ward                                             | Metro-Goldwyn-Mayer Studios                                                    |
| 1930   | キートンのエキストラ Free and Easy                          | Himself – A Guest                                                   | Alternative title: Easy Go Metro-Goldwyn-Mayer Studios                         |
| 1930   | Estrellados                                                 | Himself                                                             | Metro-Goldwyn-Mayer Studios                                                    |
| 1930   | 世界の与太者 Way Out West                                   | ウィンディ Windy                                                    | Metro-Goldwyn-Mayer Studios                                                    |
| 1930   | 恋愛放送局 Remote Control                                   | ウィリアム・J・ブレナン William J. Brennan                          | Metro-Goldwyn-Mayer Studios                                                    |
| 1931   | 裸一貫 A Tailor Made Man                                    | ジョン・ポール・バート John Paul Bart                               | Metro-Goldwyn-Mayer Studios                                                    |
| 1931   | The Stolen Jools                                            | Bill Haines                                                         | (Short) Masquers Club of Hollywood                                             |
| 1931   | ジャスト・ア・ジゴロ Just a Gigolo                          | Lord Robert Brummel                                                 | Art director Metro-Goldwyn-Mayer Studios                                       |
| 1931   | メリケン押切帳 New Adventures of Get Rich Quick Wallingford | ウォリングフォード Wallingford                                      | Metro-Goldwyn-Mayer Studios                                                    |
| 1932   | 快走艇 Fast Life                                            | サンディ Sandy                                                      | Metro-Goldwyn-Mayer Studios                                                    |
| 1932   | Are You Listening?                                          | Bill Grimes                                                         | Metro-Goldwyn-Mayer Studios                                                    |
| 1934   | Young and Beautiful                                         | Robert Preston                                                      | Set decorator Mascot Pictures                                                  |
| 1934   | The Marines Are Coming                                      | Lt. William "Wild Bill" Traylor                                     | Mascot Pictures                                                                |
| 1936   | クレイグの妻 Craig's Wife                                   | –                                                                   | Production Designer Columbia Pictures Corporation                              |

## 関連する出版物と映像作品
- Wisecracker: The Life and Times of William Haines, Hollywood's First Openly Gay Star[29]
- Out of the Closet, Off the Screen: The Life of William Haines[30]
- William Haines and Hollywood's First Openly Gay Marriage[31]